# ニューヨークの巴里夫
『ニューヨークの巴里夫』（ニューヨークのぱりじゃん、原題：Casse-tête chinois）は、セドリック・クラピッシュ監督による2013年製作の青春映画。『スパニッシュ・アパートメント』（2002年）・『ロシアン・ドールズ』（2005年）と続く、クラピッシュの「青春三部作」の三作目。
フランスでのアカデミー賞にあたる第39回セザール賞のベストミュージック賞にノミネートされた。

## あらすじ
前作から10年後、40歳になったクザヴィエはパリで妻ウェンディとの間に二人の子供をもうけ、小説家としてまずまずの成功を収めていた。そんななか、スペイン留学中に知り合ったレズビアンの親友イザベルから精子提供を求められ、ウェンディに相談をしたものの、同意がないままそれを強行してしまう。不穏な夫婦仲になる中、ウェンディにニューヨークへ出張中に出会いがあったと一方的に別れを告げられ、二人の子供とともにニューヨークに移住されてしまう。しばらくの間パリとニューヨークを往復する日々が続いていたクザヴィエだったが、子ども達と暮らすため自らもニューヨークへ移住することを決意する…。

## キャスト
- ロマン・デュリス：グザヴィエ
- オドレイ・トトゥ：マルティーヌ
- セシル・ドゥ・フランス：イザベル
- ケリー・ライリー：ウェンディ
- サンドリーヌ・ホルト：ジュー
- マルゴー・マンサール：ミア
- パブロ・ミュニエ＝ジャコブ：トム
- フロール・ボナヴェントゥーラ：ベビーシッター
- ブノワ・ジャコ：グザヴィエの父
- リー・ジュン・リー（英語版）：ナンシー